# 2023년 사우디아라비아 그랑프리
2023 사우디아라비아 그랑프리(공식 명칭: 포뮬러 1 STC 사우디아라비아 그랑프리 2023)는 사우디아라비아 지다에 위치한 지다 코니쉬 서킷에서 열린 포뮬러 원 대회로 사우디아라비아 그랑프리의 3번째 대회이다. 이번 그랑프리는 2023년 포뮬러 원 시즌의 2번째 라운드로 3월 17일부터 19일까지 열렸다.

## 퀄리파잉
퀄리파잉은 2023년 3월 18일 20:00(UTC+3)에 열렸다.

### 요약
막스 페르스타펀은 Q1에서 가장 빨랐지만, Q2에서 머신 문제로 인해 최하위의 기록으로 탈락했다. 그의 동료 선수 세르히오 페레스는 Q2와 Q3에서 모두 가장 빠른 기록으로 자신의 통산 2번째 폴 포지션을 차지하였다. 애스턴 마틴의 페르난도 알론소는 2위였던 페라리의 샤를 르클레르가 새로운 엔진 부품과 관련된 문제로 10위 계단 강등 페널티를 받은 후 2위가 되었다.

### 순위표
| 순위                | 번호 | 드라이버          | 컨스트럭터              | 퀄리파잉 시간 | 퀄리파잉 시간 | 퀄리파잉 시간 | 결승 그리드 |
| 순위                | 번호 | 드라이버          | 컨스트럭터              | Q1            | Q2            | Q3            | 결승 그리드 |
| ------------------- | ---- | ----------------- | ----------------------- | ------------- | ------------- | ------------- | ----------- |
| 1                   | 11   | 세르히오 페레즈   | 레드불 레이싱-혼다 RBPT | 1:29.244      | 1:28.635      | 1:28.265      | 1           |
| 2                   | 16   | 샤를 르클레르     | 페라리                  | 1:29.376      | 1:28.903      | 1:28.420      | 121         |
| 3                   | 14   | 페르난도 알론소   | 애스턴 마틴-메르세데스  | 1:29.298      | 1:28.757      | 1:28.730      | 2           |
| 4                   | 63   | 조지 러셀         | 메르세데스              | 1:29.592      | 1:29.132      | 1:28.857      | 3           |
| 5                   | 55   | 카를로스 사인츠   | 페라리                  | 1:29.411      | 1:28.957      | 1:28.931      | 4           |
| 6                   | 18   | 랜스 스트롤       | 애스턴 마틴-메르세데스  | 1:29.335      | 1:28.962      | 1:28.945      | 5           |
| 7                   | 31   | 에스테반 오콘     | 알핀-르노               | 1:29.707      | 1:29.255      | 1:29.078      | 6           |
| 8                   | 44   | 루이스 해밀턴     | 메르세데스              | 1:29.689      | 1:29.374      | 1:29.223      | 7           |
| 9                   | 81   | 오스카 피아스트리 | 맥라렌-메르세데스       | 1:29.706      | 1:29.378      | 1:29.243      | 8           |
| 10                  | 10   | 피에르 가슬리     | 알핀-르노               | 1:29.890      | 1:29.411      | 1:29.357      | 9           |
| 11                  | 27   | 니코 휠켄베르크   | 하스-페라리             | 1:29.547      | 1:29.451      | N/A           | 10          |
| 12                  | 24   | 저우관위          | 알파 로메오-페라리      | 1:29.654      | 1:29.461      | N/A           | 11          |
| 13                  | 20   | 케빈 마그누센     | 하스-페라리             | 1:29.744      | 1:29.634      | N/A           | 13          |
| 14                  | 77   | 발테리 보타스     | 알파 로메오-페라리      | 1:29.929      | 1:29.668      | N/A           | 14          |
| 15                  | 1    | 막스 페르스타펀   | 레드불 레이싱-혼다 RBPT | 1:28.761      | 1:49.953      | N/A           | 15          |
| 16                  | 22   | 츠노다 유키       | 알파타우리-혼다 RBPT    | 1:29.939      | N/A           | N/A           | 16          |
| 17                  | 23   | 알렉산더 알본     | 윌리엄스-메르세데스     | 1:29.994      | N/A           | N/A           | 17          |
| 18                  | 21   | 닉 데브리스       | 알파타우리-혼다 RBPT    | 1:30.244      | N/A           | N/A           | 18          |
| 19                  | 4    | 랜도 노리스       | 맥라렌-메르세데스       | 1:30.447      | N/A           | N/A           | 19          |
| 107% 기록: 1:34.974 |      |                   |                         |               |               |               |             |
| —                   | 2    | 로건 사전트       | 윌리엄스-메르세데스     | 2:08.510      | N/A           | N/A           | 202         |
| 출처:               |      |                   |                         |               |               |               |             |

참고
- ^1  – 샤를 르클레르는 전자 제어 부품 할당량 초과로 10 계단 강등 페널티를 받았다.[3]
- ^2  – 로건 사전트는 107% 기록에 미달했으며, 경주 관리자의 재량으로 경주 할 수 있었다.[2]

## 레이스
레이스는 2023년 3월 19일 20:00(UTC+3)에 열렸다.

### 요약
포메이션 랩 후, 레이스의 첫 세 바퀴를 이끈 페르난도 알론소는 그리드의 잘못된 출발 위치에 서서 5초의 페널티(피트인에서 일시정지)를 받았다. 세르히오 페레즈는 곧 그를 추월하여 경주 내내 선두를 차지하였다. 16랩에서는 랜스 스트롤이 엔진 고장으로 멈추자 세이프티 카가 발동되었으며, 재개 직후에 15위로 시작했던 막스 페르스타펀이 페레즈에 이어 2위까지 순위를 끌어올리며 끝까지 2위를 지켰다. 알렉산더 알본은 브레이크 문제로 27랩에서 리타이어 되었다.
경주가 끝난 후, 알론소는 첫 번째 페널티를 제대로 소화하지 않았다는 이유로 추가 징계를 받았다. 이에 조지 러셀의 뒤를 이어 4위로 떨어지면서 애스턴 마틴은 이의를 제기했고 이것이 인정되면서 알론소는 3위를 유지하게 되었다. 이로써 바레인 그랑프리에 이어 연속으로 포디움에 오르며 포뮬러 원 통산 100번째 포디움을 기록한 6번째 드라이버가 되었다.

### 순위표
| 순위                                                                        | No. | 드라이버          | 컨스트럭터              | 랩 | 시간/리타이어 | 그리드 | 점수 |
| --------------------------------------------------------------------------- | --- | ----------------- | ----------------------- | -- | ------------- | ------ | ---- |
| 1                                                                           | 11  | 세르히오 페레즈   | 레드불 레이싱-혼다 RBPT | 50 | 1:21:14.894   | 1      | 25   |
| 2                                                                           | 1   | 막스 페르스타펀   | 레드불 레이싱-혼다 RBPT | 50 | +5.355        | 15     | 191  |
| 3                                                                           | 14  | 페르난도 알론소   | 애스턴 마틴-메르세데스  | 50 | +20.728       | 2      | 15   |
| 4                                                                           | 63  | 조지 러셀         | 메르세데스              | 50 | +25.866       | 3      | 12   |
| 5                                                                           | 44  | 루이스 해밀턴     | 메르세데스              | 50 | +31.065       | 7      | 10   |
| 6                                                                           | 55  | 카를로스 사인츠   | 페라리                  | 50 | +35.876       | 4      | 8    |
| 7                                                                           | 16  | 샤를 르클레르     | 페라리                  | 50 | +43.162       | 12     | 6    |
| 8                                                                           | 31  | 에스테반 오콘     | 알핀-르노               | 50 | +52.832       | 6      | 4    |
| 9                                                                           | 10  | 피에르 가슬리     | 알핀-르노               | 50 | +54.747       | 9      | 2    |
| 10                                                                          | 20  | 니코 휠켄베르크   | 하스-페라리             | 50 | +1:04.826     | 13     | 1    |
| 11                                                                          | 22  | 츠노다 유키       | 알파타우리-혼다 RBPT    | 50 | +1:07.494     | 16     |      |
| 12                                                                          | 27  | 니코 휠켄베르크   | 하스-페라리             | 50 | +1:10.588     | 10     |      |
| 13                                                                          | 24  | 저우관위          | 알파 로메오-페라리      | 50 | +1:16.060     | 11     |      |
| 14                                                                          | 21  | 닉 데브리스       | 알파타우리-혼다 RBPT    | 50 | +1:17.478     | 18     |      |
| 15                                                                          | 81  | 오스카 피아스트리 | 맥라렌-메르세데스       | 50 | +1:25.021     | 8      |      |
| 16                                                                          | 2   | 로건 사전트       | 윌리엄스-메르세데스     | 50 | +1:26.293     | 20     |      |
| 17                                                                          | 4   | 랜도 노리스       | 맥라렌-메르세데스       | 50 | +1:26.445     | 19     |      |
| 18                                                                          | 77  | 발테리 보타스     | 알파 로메오-페라리      | 49 | +1 lap        | 14     |      |
| 리타이어                                                                    | 23  | 알렉산더 알본     | 윌리엄스-메르세데스     | 27 | 브레이크      | 17     |      |
| 리타이어                                                                    | 18  | 랜스 스트롤       | 애스턴 마틴-메르세데스  | 16 | 엔진          | 5      |      |
| 패스티스트 랩: 막스 페르스타펀 (레드불 레이싱-혼다 RBPT) – 1:31.906 (50 랩) |     |                   |                         |    |               |        |      |
| 출처:                                                                       |     |                   |                         |    |               |        |      |

참고
- ^1  – 패스티스트 랩을 기록해 추가로 받은 1점을 포함한다.[7]

## 경주 후 챔피언십 순위
|       | 순위 | 드라이버        | 포인트 |
| ----- | ---- | --------------- | ------ |
|       | 1    | 막스 페르스타펀 | 44     |
|       | 2    | 세르히오 페레즈 | 43     |
|       | 3    | 페르난도 알론소 | 30     |
|       | 4    | 카를로스 사인츠 | 20     |
|       | 5    | 루이스 해밀턴   | 20     |
| 출처: |      |                 |        |

|       | 순위 | 컨스트럭터              | 포인트 |
| ----- | ---- | ----------------------- | ------ |
|       | 1    | 레드불 레이싱-혼다 RBPT | 87     |
|       | 2    | 애스턴 마틴-메르세데스  | 38     |
|       | 3    | 메르세데스              | 38     |
|       | 4    | 페라리                  | 26     |
| 1     | 5    | 알핀-르노               | 8      |
| 출처: |      |                         |        |

- Note: 모든 순위표의 성적은 상위 5개의 순위만 포함한다.